# Selección femenina de fútbol de Birmania
La selección femenina de fútbol de Birmania (en birmano, မြန်မာ အမျိုးသမီး ဘောလုံးအသင်း) es un equipo femenino de fútbol de la asociación que representa a Birmania y está controlado por la Federación de Fútbol de Birmania afiliado a la Confederación Asiática de Fútbol y FIFA. 
Birmania, como Corea del Norte, ha recibido más dinero del estado y mejoró su juego recientemente, y tenía el objetivo de clasificarse para la Copa Mundial Femenina de la FIFA 2011 en Alemania. Sin embargo, fracasaron en los clasificatorios asiáticos.

## Estadísticas

### Copa Mundial Femenina de Fútbol
| Edición | Resultado               | Posición                | PJ                      | PG                      | PE                      | PP                      | GF                      | GC                      |
| ------- | ----------------------- | ----------------------- | ----------------------- | ----------------------- | ----------------------- | ----------------------- | ----------------------- | ----------------------- |
| 1991    | No existía la selección | No existía la selección | No existía la selección | No existía la selección | No existía la selección | No existía la selección | No existía la selección | No existía la selección |
| 1995    | No existía la selección | No existía la selección | No existía la selección | No existía la selección | No existía la selección | No existía la selección | No existía la selección | No existía la selección |
| 1999    | No participó            | No participó            | No participó            | No participó            | No participó            | No participó            | No participó            | No participó            |
| 2003    | No participó            | No participó            | No participó            | No participó            | No participó            | No participó            | No participó            | No participó            |
| 2007    | No clasificó            | No clasificó            | No clasificó            | No clasificó            | No clasificó            | No clasificó            | No clasificó            | No clasificó            |
| 2011    | No clasificó            | No clasificó            | No clasificó            | No clasificó            | No clasificó            | No clasificó            | No clasificó            | No clasificó            |
| 2015    | No clasificó            | No clasificó            | No clasificó            | No clasificó            | No clasificó            | No clasificó            | No clasificó            | No clasificó            |
| 2019    | No clasificó            | No clasificó            | No clasificó            | No clasificó            | No clasificó            | No clasificó            | No clasificó            | No clasificó            |
| 2023    | No clasificó            | No clasificó            | No clasificó            | No clasificó            | No clasificó            | No clasificó            | No clasificó            | No clasificó            |
| 2027    | Por disputarse          | Por disputarse          | Por disputarse          | Por disputarse          | Por disputarse          | Por disputarse          | Por disputarse          | Por disputarse          |
| Total   | 0/9                     | -                       | -                       | -                       | -                       | -                       | -                       | -                       |

### Copa Asiática Femenina de la AFC
| Edición | Resultado               | Posición                | PJ                      | PG                      | PE                      | PP                      | GF                      | GC                      |
| ------- | ----------------------- | ----------------------- | ----------------------- | ----------------------- | ----------------------- | ----------------------- | ----------------------- | ----------------------- |
| 1975    | No existía la selección | No existía la selección | No existía la selección | No existía la selección | No existía la selección | No existía la selección | No existía la selección | No existía la selección |
| 1977    | No existía la selección | No existía la selección | No existía la selección | No existía la selección | No existía la selección | No existía la selección | No existía la selección | No existía la selección |
| 1979    | No existía la selección | No existía la selección | No existía la selección | No existía la selección | No existía la selección | No existía la selección | No existía la selección | No existía la selección |
| 1981    | No existía la selección | No existía la selección | No existía la selección | No existía la selección | No existía la selección | No existía la selección | No existía la selección | No existía la selección |
| 1983    | No existía la selección | No existía la selección | No existía la selección | No existía la selección | No existía la selección | No existía la selección | No existía la selección | No existía la selección |
| 1986    | No existía la selección | No existía la selección | No existía la selección | No existía la selección | No existía la selección | No existía la selección | No existía la selección | No existía la selección |
| 1989    | No existía la selección | No existía la selección | No existía la selección | No existía la selección | No existía la selección | No existía la selección | No existía la selección | No existía la selección |
| 1991    | No existía la selección | No existía la selección | No existía la selección | No existía la selección | No existía la selección | No existía la selección | No existía la selección | No existía la selección |
| 1993    | No existía la selección | No existía la selección | No existía la selección | No existía la selección | No existía la selección | No existía la selección | No existía la selección | No existía la selección |
| 1995    | No existía la selección | No existía la selección | No existía la selección | No existía la selección | No existía la selección | No existía la selección | No existía la selección | No existía la selección |
| 1997    | No participó            | No participó            | No participó            | No participó            | No participó            | No participó            | No participó            | No participó            |
| 1999    | No participó            | No participó            | No participó            | No participó            | No participó            | No participó            | No participó            | No participó            |
| 2001    | No participó            | No participó            | No participó            | No participó            | No participó            | No participó            | No participó            | No participó            |
| 2003    | Fase de grupos          | 5.º                     | 4                       | 2                       | 1                       | 1                       | 11                      | 8                       |
| 2006    | Fase de grupos          | 8.º                     | 4                       | 0                       | 0                       | 4                       | 2                       | 10                      |
| 2008    | No clasificó            | No clasificó            | No clasificó            | No clasificó            | No clasificó            | No clasificó            | No clasificó            | No clasificó            |
| 2010    | Fase de grupos          | 7.º                     | 3                       | 0                       | 0                       | 3                       | 0                       | 12                      |
| 2014    | Fase de grupos          | 8.º                     | 3                       | 0                       | 0                       | 3                       | 1                       | 17                      |
| 2018    | No clasificó            | No clasificó            | No clasificó            | No clasificó            | No clasificó            | No clasificó            | No clasificó            | No clasificó            |
| 2022    | Fase de grupos          | 9.º                     | 3                       | 0                       | 1                       | 2                       | 2                       | 9                       |
| Total   | 5/20                    | 18.º                    | 17                      | 2                       | 2                       | 13                      | 16                      | 56                      |

## Últimos y próximos encuentros
Actualizado al último partido jugado el 12 de julio de 2024
| Fecha      | Ciudad  | Local         | Resultado | Visitante | Competición                      |
| ---------- | ------- | ------------- | --------- | --------- | -------------------------------- |
| 03-05-2023 | Nom Pen | Filipinas     | 0:1       | Birmania  | Juegos del Sudeste Asiático 2023 |
| 06-05-2023 | Nom Pen | Birmania      | 1:3       | Vietnam   | Juegos del Sudeste Asiático 2023 |
| 09-05-2023 | Nom Pen | Birmania      | 5:1       | Malasia   | Juegos del Sudeste Asiático 2023 |
| 12-05-2023 | Nom Pen | Tailandia     | 2:4       | Birmania  | Juegos del Sudeste Asiático 2023 |
| 15-05-2023 | Nom Pen | Vietnam       | 2:0       | Birmania  | Juegos del Sudeste Asiático 2023 |
| 22-10-2023 | Wenzhou | Corea del Sur | 3:0       | Birmania  | Juegos Asiáticos 2022            |
| 25-10-2023 | Wenzhou | Birmania      | 1:0       | Hong Kong | Juegos Asiáticos 2022            |
| 28-10-2023 | Wenzhou | Filipinas     | 3:0       | Birmania  | Juegos Asiáticos 2022            |
| 09-07-2024 | Rangún  | Birmania      | 2:1       | India     | Partido amistoso                 |
| 12-07-2024 | Rangún  | Birmania      | 1:1       | India     | Partido amistoso                 |